# Прапор Південного
Пра́пор Ю́жного — офіційний геральдичний символ міста Південне Одеської області, затверджений 30 квітня 2003 року № 22 рішенням Южненської міської ради.

## Опис
Прямокутне полотнище складається з трьох рівних горизонтальних смуг блакитного, білого і блакитного кольорів. Біла смуга двічі розділена блакитними вертикальними смугами. У центрі полотнища герб міста.